# Daniells element

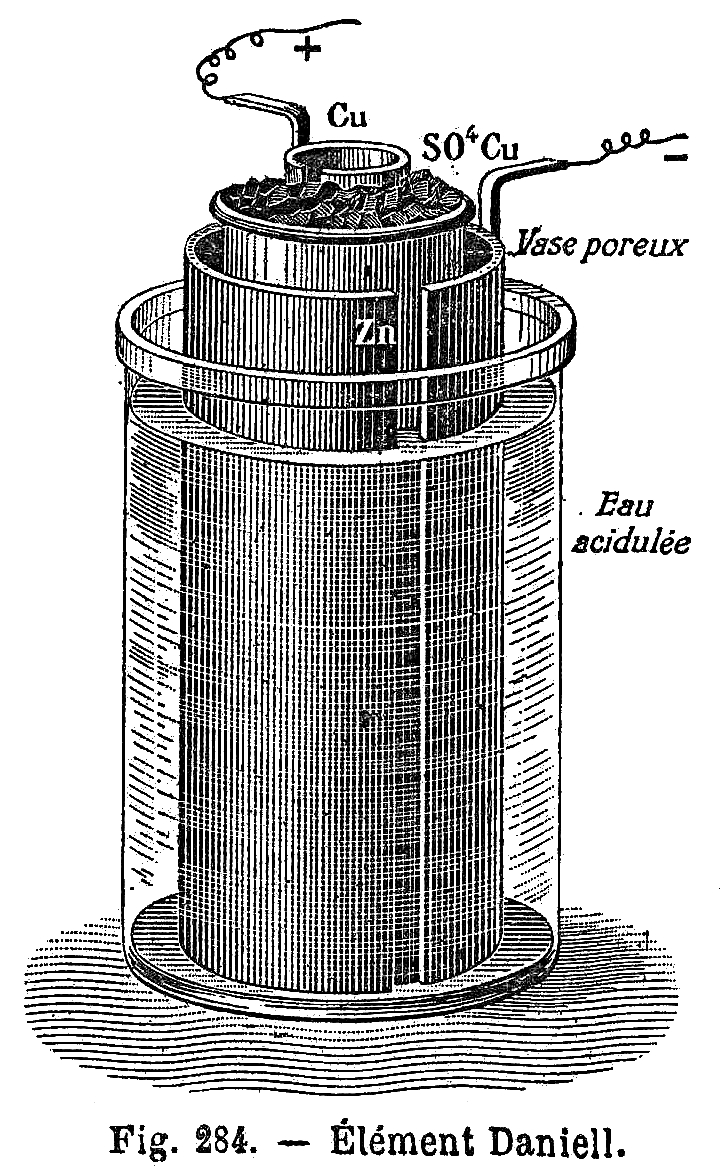
Daniells element

Daniells element eller Daniells stapel är en typ av elektrokemisk cell som uppfanns av den brittiske kemisten och meteorologen John Frederic Daniell år 1836. Den är ett mycket använt galvaniskt element med elektroder av zink och koppar. Zinkelektroden (zinksulfat) är omgiven av svavelsyra och  befinner sig i en porös lercell. Denna är nedsänkt i en kopparsulfatlösning som innehåller kopparelektroden. 
Elementet utmärker sig för en i ganska hög grad konstant elektromotorisk kraft, varför detsamma förr användes såsom normalelement (Daniells enhet. Jfr Clarks element). Spänningen (EMK)är 1,124 Volt.

## Den kemiska processen i Daniells cell
Inuti cellen eller elementet sker en kemisk reaktion bestående av en oxidation vid cellens anod (minuspolen), som i detta fall är zinkelektroden, och en reduktion vid cellens katod (pluspolen), som är kopparelektroden.

Ett enkelt galvaniskt element, Daniells element

Daniels element kan schematiskt beskrivas med ett cellschema: 
⊝ Zn | Zn2+| |Cu2+ | Cu ⊕ 
När zinkelektroden oxideras avger den två elektroner som upptas av kopparelektroden i en redoxreaktion: 
Zn → Zn2+ + 2e–
Cu2+ + 2e– → Cu
Kemin i Daniells cell brukar förklaras med hjälp av ett enkelt galvaniskt element, som består av en bägare med en lösning av zinksulfat, där man sänkt ner ett zinkbleck, och en bägare med en lösning av kopparsulfat där man sänkt ner ett kopparbleck. Dessutom, är bägarna sammankopplade med en saltbrygga, vilket möjliggör överföringen av sulfatjoner. 
Kopparjonerna i bägaren med kopparsulfatlösning reduceras till kopparatomer genom att uppta elektroner ända bort från zinkblecket. När elektronerna transporteras från den vänstra bägaren till den högra, passerar de lampan, som lyser upp. Samtidigt oxideras zinkatomerna till zinkjoner i zinksulfatlösningen. Efter att redoxreaktionen har ägt rum blir det ett underskott på positiva laddningar i kopparsulfatlösningen, och ett överskott på positiva laddningar i zinksulfatlösningen. Det uppstår alltså en laddningsskillnad mellan de två bägarna. Följaktligen, överförs sulfatjoner från den högra till den vänstra bägaren och laddningsskillnaden jämnas ut. Tack vare saltbryggan kan elektronerna fortsätta att överföras, utföra ett arbete och få lampan att fortsätta lysa.

## Utvecklingen av Daniells cell

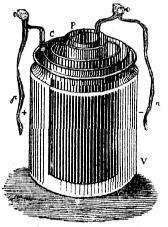
Daniells porösa potcell

i början av 1830-talet blev Daniell djupt intresserad av sin vän Michael Faradays arbete och vände sig därför helt till elektrokemi som sitt huvudforskningsintresse. Vid den tiden var volta-stapeln dominerande som elektrisk källa. Volta-stapeln kunde dock inte ge ström under en längre tid. Den största bidragande faktorn till problemet med volta-batteriets livslängd var ett tunt skikt av vätebubblor som bildades över den positiva elektroden. Den tunna filmen av väte orsakade ett ökat inre motstånd hos volta-batteriet som reducerade batteriets effektiva elektromotoriska kraft. Den process som beskriver bildandet av väteuppsamling över en elektrod kallas för polarisering.

### Daniells originalkonstruktion
År 1835 började Daniell sina experiment i ett försök att lösa problemet med volta-batteriets korta livslängd. Hans experiment mynnade ut i fantastiska resultat. Han hade nämligen löst polariseringsproblemet genom att uppfinna en primärcell, där vätet eliminerades vid elproduktion. Genom att placera en barriär mellan zinkplattan och kopparplattan, kunde han förhindra vätebildandet. 
Hans konstruktion bestod av ett cylindriskt kopparkärl som utgjorde den passiva plattan. Inuti det yttre kopparkärlet, fanns det en porös tegelbehållare eller en partition som var kopplad till en zinkstång (aktiv platta/pol). Utrymmet mellan kopparplattan och den porösa koppen var fylld med utspädd svavelsyra. Den porösa lerbarriären hindrade vätskorna från att blandas ihop, samtidigt som den banade vägen för strömmen att cirkulera fritt. Sulfatjonerna i kopparsulfatlösningen hade som funktion att uppta vätet, som hade bildats vid elproduktion, vilket bidrog starkt till ökningen av batteriets livslängd.

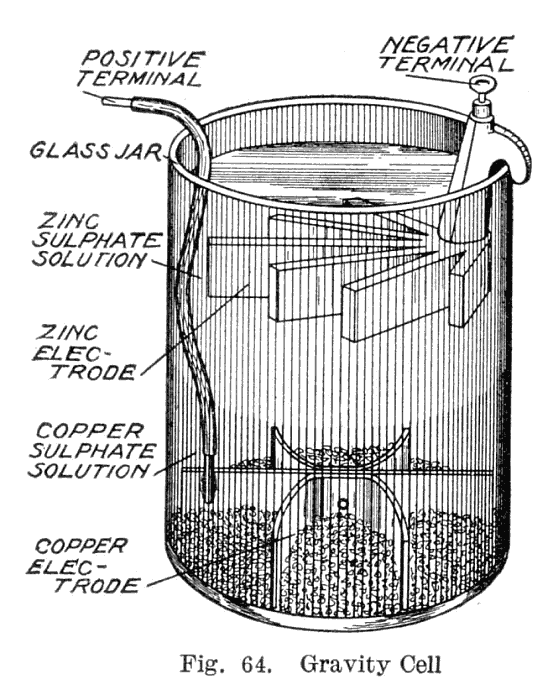
Callauds gravitationscell

### Gravitationscell
År 1837 tillsatte Golding Bird en gipsbarriärspipa till Daniells porösa potcell, vilket skulle enligt honom öka batteriets effektivitet. En annan batterientusiast vid namn Callaud insåg någon gång under 1860-talet att Birds bidrag till Daniells batteri inte var tillräckligt bra. Han bestämde sig för att plocka bort den porösa gipsbarriären. Resultatet blev en reducerad inre resistans och en ökad ström i systemet. 
Grundtanken bakom Callauds uppfinning, som kallades för gravitationscell, var att placera zinkstången (anoden) flytandes i zinksulfatlösningen på toppen av cellen ,och att ha kopparstången (katoden) strax under. Lösningarna kunde hållas separata tack vare att zinksulfatlösningen hade ett lägre densitet än kopparsulfatlösningen. Callaus cell bestod av en kopparelektrod, som satte i botten av en glasburk, en zinkelektroden, som hängdes upp vid toppen på glasburken, och  kopparsulfatkristaller, som ströddes ut runt katoden. Glasburken fylldes sedan med destillerat vetten. Allteftersom strömmen flöt i systemet, ackumulerades ett skikt av zinksulfat runt anoden.